# Vaiano
Vaiano ist eine italienische Gemeinde mit 9884 Einwohnern (Stand 31. Dezember 2023) in der Provinz Prato, in der Region Toskana. 

## Geografie
Die Fläche der Gemeinde beträgt 34,2 km² und liegt auf einer Höhe von 150 m s.l.m.. Durch das Ortsgebiet fließt der Bisenzio (8 km im Gemeindegebiet).
Zu den Ortsteilen zählen Fabio, Faltugnano, Gamberame, Grisciavola, La Briglia, La Cartaia, La Foresta, La Tignamica, Popigliano, Schignano und Sofignano.
Vaiano grenzt an die Gemeinden Barberino di Mugello (FI), Calenzano (FI), Cantagallo, Montemurlo und Prato.

## Bevölkerungsentwicklung

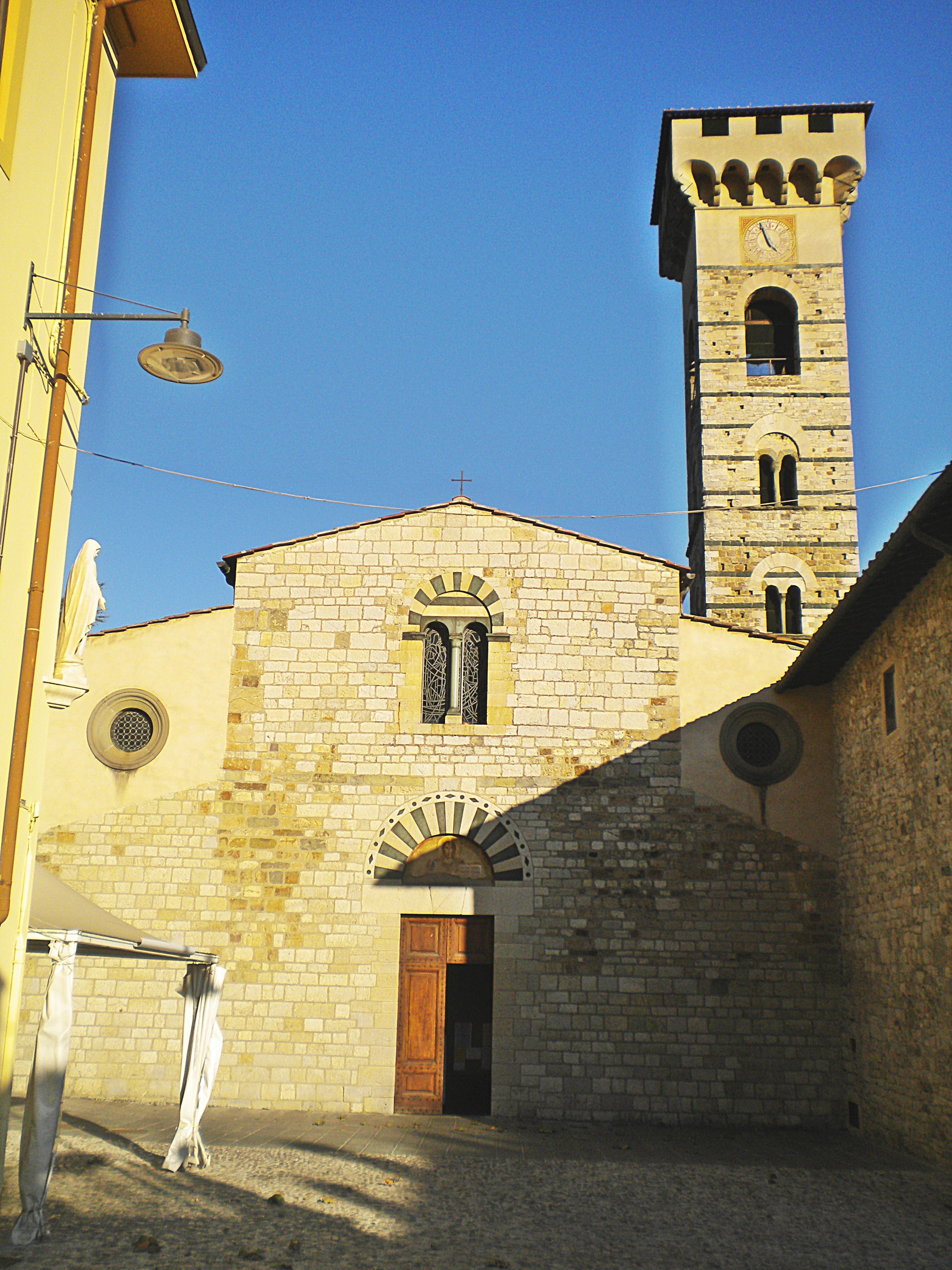
Badia di San Salvatore

## Sehenswürdigkeiten
- Badia di San Salvatore, Abtei aus dem 9. oder 10. Jahrhundert, die ab dem 11. Jahrhundert zu den Vallombrosanern gehörte. Enthält von Giovanni Maria Butteri das Werk Madonna con Bambino fra i santi Andrea, Giovannino e Lorenzo (1586 entstanden) und von Orazio Fidani das Werk Vergine col Bambino e san Francesco.

## Söhne und Töchter der Gemeinde
- Lorenzo Bartolini (1777–1850), Bildhauer